# オスン州

オシュン州

州の愛称: 命の泉の州

オシュン州 (オスンしゅう、Osun State) は、ナイジェリア南西部の州。州都はオショグボ（オショッボ）。1991年に旧オヨ州の東部が分割され設置された。2018年現在の知事はアデモラ・アデレケ。
オスン州にはヨルバ族の古代の都市国家由来の都市イレ＝イフェ、オケ＝イラ、イラ、エデ、イレサなどがあり、オシュン＝オショグボの聖なる木立などのヨルバ族の文化遺産が存在する。

## 歴史
オシュン州一帯はヨルバ族が古代から文化を築いた地域であり、オルバやオラングンと呼ばれる王の治める都市国家が繁栄した。ヨーロッパ勢の到来と共に奴隷狩りの対象となったが、やがてベニン王国などより優勢となった。イギリスにより南部ナイジェリア保護領に組み入れられ、西部州となり、西部州が三分されオヨ州の一部となり、更に東部が分割された。州の名前はオシュン川に因み、オシュン川はヨルバ族の女神オシュンに由来する。

## 教育
州内の名門校イレ＝イフェ大学はオバフェミ・アウォロウォに因みオバフェミ・アウォロウォ大学に改名された。オインロラはオスン州立大学の設置を決定し、州内全域に渡るオショグボ、オクク、イキレ、エジグボ、イフェテド、イペトゥ＝イジェシャに6つのキャンパスを開くことを決めた。

## 文化
毎年オシュン信者やそうでない者も含め、多くの観光客等が8月に聖なる木立で開かれる祭りに集まる。中にはブラジルやキューバ、トリニダード島やグレナダ等ヨルバ系の文化を持つ国々から来る者もいる。オシュンの祭りはオシュン川沿岸一帯で行われる。聖なる木立は2005年にユネスコの世界遺産に登録された。

## 地方行政区
オシュン州には3つの連邦上院選挙区と、それぞれに2つの行政圏がある。30の地方行政区 (LGA) が置かれている。
地方行政区一覧（庁舎）
| - 東アタクンモサ（イペリンド） - 西アタクンモサ（オス） - アイェダアデ（グボンガン） - アイェディレ（イレ・オグボ） - ボルワドゥロ（オタン＝アイェグバジュ） - ボリペ（イラグビジ） - 北エデ（オジャティミ） - 南エデ（エデ） - エグベドレ（アウォ） - エジグボ（エジグボ） | - 中央イフェ（イレ＝イフェ） - 東イフェ（オケ＝オグボ） - 北イフェ（イペトゥモドゥ） - 南イフェ（イフェテド） - イフェダヨ（オケ＝イラ） - イフェロドゥン（イキルン） - イラ（イラ） - 東イレサ（イェモグン） - 西イレサ（エレジャ地区） - イレポドゥン（イロブ） | - イレウォレ（イキレ） - イソカン（アポム） - イウォ（イウォ） - オボクン（イボクン） - オド・オティン（オクク） - オラ・オルワ（ボデ・オシ） - オロルンダ（イグボンナ） - オリアデ（イジェブ＝ジェサ） - オロル（イフォン＝オスン） - オショグボ（オショグボ） |